# Salomon (Adelsgeschlecht)

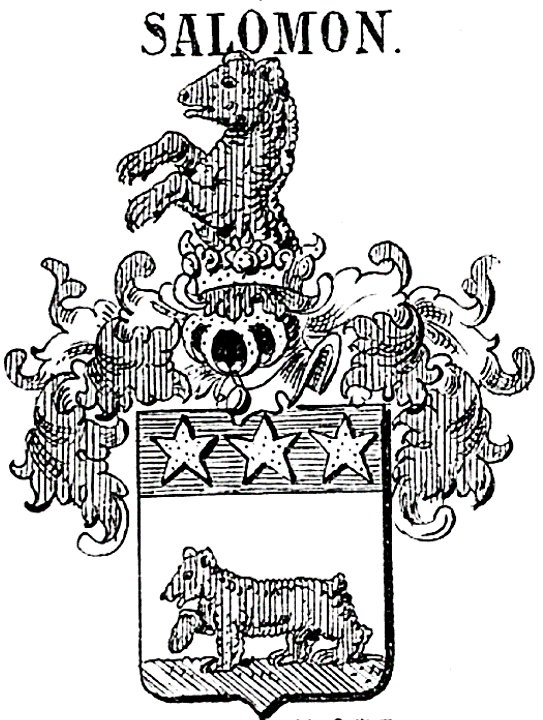
Wappen derer von Salomon

Salomon ist der Name eines Adelsgeschlechts aus Lothringen.

## Geschichte

### Ursprung
Der Überlieferung nach stammt die Familie aus Venedig, wo es das Patriziergeschlecht Salamon gab.

#### Salamon
Von 1297 bis zu ihrem Aussterben 1788 gehörten Mitglieder des Adelsgeschlechtes Salamon dem Großen Rat Venedigs an.
In den venezianischen Küstenstädten der Adria zählten Personen mit diesem Nachnamen zur städtischen Führungsschicht und stellten dort Kapitäne und Bürgermeister.
Das Adelsgeschlecht Salamon soll der Legende nach von zwei uralten Adelsgeschlechtern abstammen (Centranico, Centranighi, Centraneghi, Barbolani, Barbolano), die schon 715 nach Venedig kamen und dort zur ratsfähigen Oberschicht gehörten, ja sogar zu den 24 „Alten Familien“ zählten. Von 1026 bis 1032 stellten sie mit Pietro Centranigo den 28. Dogen von Venedig.
1344 starb der letzte Centranico, der letzte Barbolano ging ihm 1311 im Tod voraus. Trotzdem soll gemäß der Legende das Adelsgeschlecht Salamon von diesen beiden Familien abstammen, wobei den Quellen nicht zu entnehmen ist, wie.

### Beginn der Stammreihe
Aus Lothringen ist Jean Salomon (1660–1739) 1687 ins Elsass eingewandert, als es zu Frankreich kam. Mit ihm beginnt auch die Stammreihe. Die Familie gehörte zunächst dem Stand der Notabeln an (eine Art Beamtenadel), stellte Gerichtspräsidenten, Steuer- und Forstbeamte sowie Offiziere. Die Familie de Salomon gehörte später zur noblesse de robe, da sie drei Generationen hintereinander den Gerichtspräsidenten von Colmar stellten, so dass diese – mit adeligen Privilegien verbundene – Würde schließlich erblich wurde. Bis 1745 schrieb sich das Adelsgeschlecht ohne „de“.

### Die preußische Linie
Ludwig Cassian von Salomon (1759–1834) wanderte ins preußische Geldern aus, war dort zunächst Leutnant im Freibataillon des preußischen Generalleutnants Konstantin Nathanael von Salenmon und dann Bürgermeister der Stadt Geldern. Er heiratete die Erbin des Hauses Grotelaers und begründete die preußische Linie des Adelsgeschlechtes.
Anfänglich hatten sich die künftigen Schwiegereltern des preußischen Leutnants Ludwig Cassian von Salomon der beabsichtigten Heirat widersetzt, weil er ihnen als Fremder hinsichtlich seiner Herkunft nicht ausreichend bekannt war. Da er mit seinen Eltern entzweit war, wandte er sich an seinen Vetter Etienne-Ignace de Salomon, den Präsidenten des Conseil Souverain in Colmar, von dem er ein Handschreiben mit Notariatsurkunde, ausgestellt von 6 Mitgliedern des ältesten elsässischen Adels, und ein weiteres unzweifelhaftes Zeugnis seiner Abstammung erhielt. Danach stand der Hochzeit nichts mehr entgegen.
Der Bonner Universitätsrichter Friedrich von Salomon (1790–1861) reichte für seinen Vater Ludwig Cassian auf Grund der Kabinetts-Order vom 18. Januar 1826 beim Staatsminister und Oberpräsident für die Rheinprovinz Freiherr von Ingersleben zu Koblenz das Gesuch um Wiederherstellung der Adelsrechte ein, das in Berlin am 2. Mai 1827 vom Hausministerium durch Minister Fürst Wittgenstein genehmigt und am 8. Juni 1827 durch das Rheinische Oberpräsidium bestätigt wurde.
Die Adelsanerkennung und Erneuerung des Adelsstandes erfolgte durch den König von Preußen. Am 24. Juni 1829 trug man das Geschlecht in die Adelsmatrikel der Preußischen Rheinprovinz unter Nr. 47 in die Klasse der Edelleute ein.
Die Familiengeschichte des Adelsgeschlechtes von Salomon thematisierte der Schriftsteller Ernst von Salomon ausführlich in seiner Ausgabe „Der Fragebogen“.

### Pfeffer von Salomon
Der kinderlose Königlich preußische Major a. D. Felix von Salomon (Sohn von Ludwig Cassian) adoptierte seinen Neffen, den Rittmeister Ferdinand Pfeffer. Der König von Preußen erhob den Adoptivsohn am 14. Juli 1862 in den preußischen Adelsstand, der somit zum Stammvater des neuen briefadeligen Geschlechtes Pfeffer von Salomon wurde. Im Dritten Reich wurde am 8. Juli 1941 der Familienname in von Pfeffer geändert, da Salomon den überzeugten Nationalsozialisten Franz und Fritz Pfeffer von Salomon zu „jüdisch“ klang. Dabei war der Adel letztlich der Adoption durch einen Major von Salomon, einem Katholiken, zu verdanken.

## Wappen
Am 22. November 1697 wurde gemäß Urkunde Nr. 360 durch Charles d’Hozier in Paris das Wappen des Jean Salomon (1660–1739) niedergelegt und so in die Rolle des Armorial General de France übernommen.
Die Blasonierung (1827) lautet:

„Unter blauem, mit drei fünfstrahligen silbernen Sternen belegten Schildeshaupt in Silber ein schreitender roter Bär auf grünem Hügel. Auf dem gekrönten Helme mit rot-silbernen Decken ein wachsender roter Bär.“

In der Wappenbeschreibung im Antrag auf die Erneuerung und Anerkennung des Adels in Preußen heißt es:

„Der Wappenschild ist oval italienisch, den unteren Teil desselben bildet ein silbernes Feld, in welchem auf einem Sandberge ein roter Bär steht. Der obere Teil des Schildes ist himmelblau, und mit drei silbernen Sternen ausgestattet. Das Wappenschild ist mit der Krone eines Marquis gedeckt, und wird von zwei Löwen gehalten.“

## Angehörige des Adelsgeschlechts

### Bekannte Angehörige
- Bruno von Salomon (1900–1952), deutscher Journalist und politischer Aktivist
- Ernst von Salomon (1902–1972), deutscher Schriftsteller, Mitglied der antisemitischen und rechtsterroristischen Organisation Consul
- Julian von Salomon, deutscher Schriftsteller

### Umstrittener Angehöriger
- Konstantin Nathanael von Salenmon (1710–1797), preußischer Generalleutnant und Festungsgouverneur. Seine wahre Herkunft gilt als bis heute ungeklärt. Es gab kein eigenständiges Adelsgeschlecht von Salenmon. In mehreren genealogischen Nachschlagewerken, z. B. von Kneschke, wird er den v. Salomon zugeordnet. General von Salenmon war in Geldern der unmittelbare Vorgesetzte des Leutnants Ludwig Cassian von Salomon.

## Stammliste des Adelsgeschlechts
1. Ludwig Friedrich Cassian von Salomon (1759–1834), Bürgermeister der Stadt Geldern, Kgl. preuß. Leutnant a. D., Besitzer des Gutes Grotelaers bei Geldern – verheiratet mit Constantine de Petit (1765–1822), Erbin von Haus und Gut Grotelaers
  1. Friedrich von Salomon (1790–1861), Universitätsrichter in Bonn
  2. Josefine von Salomon (1793–1885) – verheiratet mit Dr. med. Friedrich Pfeffer (1790–1866), Rentmeister zu Geldern
    1. Ferdinand Pfeffer von Salomon (1822–1901), Kgl. preuß. Oberst z.D.
      1. Max Pfeffer von Salomon (1854–1918), Kgl. preuß. Geheimer Rat z.D.
        1. Franz Pfeffer von Salomon (1888–1968), Kgl. preuß. Hauptmann a. D., Freikorpskommandant, Oberster SA-Führer, MdR (NSDAP)
        2. Friedrich Pfeffer von Salomon (1892–1961), Kgl. preuß. Leutnant a. D., SA-Führer, Regierungspräsident von Wiesbaden, Bezirksvorsitzender der Deutschen Partei (DP)
        3. Ludwiga Pfeffer von Salomon (1894–1981) – verheiratet mit Gustav von Schneidermesser (1891–1975), Generalleutnant a. D.

      2. Ernst Pfeffer von Salomon (1856–1923), Regierungsvizepräsident.
        1. Elisabeth Pfeffer von Salomon (1892–1974), Ehefrau von Karl August Wegener (1890–1963), Staatssekretär im NRW-Landwirtschaftsministerium

      3. Anna Pfeffer von Salomon (1866–1944), Ehefrau von Max Forster (1861–1938), Königl. württ. General der Kavallerie

  3. Louise von Salomon (1799–1827) – verheiratet mit Leonhard Jonkheer van der Maesen de Sombreff (1775–1865)
    1. Paul Jonkheer van der Maesen de Sombreff (1827–1902), niederländ. Minister des Auswärtigen 1862–1864

  4. Felix von Salomon (1807–1886), Kgl. Preuß. Major a. D.
  5. Ernst von Salomon (1809–1888), Gutsbesitzer auf Grotelaers – verheiratet mit Caroline Freiin von Büllingen (1806–1891)
    1. Felix von Salomon (1843–1909), Herr auf Grotelaers, Kaufmann – verheiratet mit Marie-Philippine Roeffs (1851–1882)
      1. Felix von Salomon (1875–1920), Kgl. Preuß. Kriminalinspektor, Rittmeister der Landwehr-Kavallerie a. D. – verheiratet mit Anette Gerlach (* 1876)
        1. Bruno von Salomon (1900–1952), politischer Aktivist
        2. Ernst von Salomon (1902–1972), Schriftsteller
          1. Cassian von Salomon (* 1956), ehemaliger Chefredakteur bei SPIEGEL TV

        3. Horst von Salomon (* 1904), Luftfahrtjournalist
        4. Günther von Salomon (1908–1980), Kaufmann
          1. Michael von Salomon (* 1938), Gutsbesitzer auf Haus Grotelaers

(Stammliste in Auszügen, nur die wichtigsten Personen enthaltend)